# Atlantis (film 1913)
Atlantis è un film muto del 1913 diretto da August Blom. La storia è basata sull'omonimo romanzo di Gerhart Hauptmann dell'anno precedente.
Il film fu il primo vero lungometraggio a trattare dell'affondamento del Titanic; fu anche primo ad utilizzare per le scene dell'affondamento della nave una imbarcazione reale.

## Trama
Atlantis narra la storia di un biologo, il dottor von Kammacher, sposato con Angèle, una donna labile di mente, dalla quale ha avuto tre figli. Le condizioni mentali di Angèle peggiorano a tal punto che von Kammacher si vede costretto a farla internare. 
Recatosi a Berlino, fa la conoscenza della ballerina Ingigerd Halström, della quale si innamora. Geloso però dell’entourage di corteggiatori di Ingigerd, fugge a Parigi. Ma quando viene a sapere che la donna è in partenza per New York per alcuni spettacoli, decide di seguirla, imbarcandosi sulla sua stessa nave: la “Roland”. Qui fa la conoscenza, tra gli altri, di Arthur Stoss, artista senza braccia, che si esibisce in spettacoli nei quali usa i piedi con grande abilità al posto delle mani. Vagando in terza classe, von Kammacher incontra, in un gruppo di ebrei russi che emigrano verso l’America, una giovane donna da cui resta turbato e che più tardi bacerà. 
Una notte, von Kammacher sogna di visitare, assieme all’amico, il dottor Schmidt, la città scomparsa di Atlantide. Ma il suo sogno viene interrotto dall’allarme che risuona sulla nave: la “Roland” ha speronato qualcosa in mezzo all’Atlantico e sta affondando. Von Kammacher si precipita a salvare Ingigerd. La tragedia è enorme: nonostante vengano calate le scialuppe, pochi sono i superstiti. La scialuppa sulla quale si trovano von Kammacher e Ingigerd viene soccorsa dalla nave “Hjortholm” e i due riescono a raggiungere New York.
Qui vengono accolti dall’amico artista Willy Snyders e von Kammacher fa la conoscenza dello scultore Ritter e della sua allieva Eva Burns. Esasperato dalla gelosia per Ingigerd, decide di lasciarla e si rifugia nella casa di montagna del suo amico dottor Schmidt, a Handon.
Ma la solitudine, popolata di fantasmi del passato, e la notizia della morte della moglie Angèle lo fanno cadere ammalato.
Viene raggiunto così da Eva Burns che si occupa di lui: i due si innamorano.
Lei decide così di seguirlo in Europa, dove farà da madre ai suoi figli.

## Distribuzione
In Italia venne distribuito dalla Degiglio nel 1914.

## Censura
Nella versione italiana venne soppressa la scena in cui il dottor Kammacher bacia lungamente Ingigerd, addossandola al letto.

## In altre opere
Alcune scene del film sono state inserite nel documentario Beyond Titanic, che a sua volta è inserito nell'edizione speciale (per festeggiare la 20th Century Fox) del film Titanic di Jean Negulesco del 1953.